# Emil Kardin
Emil Władimirowicz Kardin, ros. Эмиль Владимирович Кардин (ur. 3 sierpnia 1921 w Moskwie, zm. 28 maja 2008 tamże) – radziecki i rosyjski oficer, krytyk literacki, teatralny i filmowy, publicysta, prozaik, eseista.

## Życiorys
Urodził się 3 sierpnia 1921 w Moskwie. Do 1941 studiował literaturę w Instytucie Historii Filozofii i Literatury.
Podczas II wojny światowej po ataku Niemiec na ZSRR z 22 czerwca 1941 w lipcu tego roku został powołany do służby w Armii Czerwonej i skierowany przez Komitet Centralny Komsomołu do Samodzielnej Brygady Piechoty Zmotoryzowanej o Specjalnym Przeznaczeniu. Po odbyciu przeszkolenia jesienią 1942 został przydzielony do oddziału minerów. Służył w nim jako szeregowiec, później został mianowany zastępcą politruka (oficer polityczny). Za zgodą komisarza brygady Majsuradze, został przeniesiony do dywizji, do której udał się w połowie października 1942 do Nowosybirska. Tam został skierowany przez ww. Majsuradze (który został zastępcą dowódcy dywizji ds. politycznych) do pracy w wojskowej gazecie dywizyjnej. Wraz ze sformowaną na początku 1943 roku 140 Syberyjską Dywizją Piechoty wyruszył wówczas na wschód koleją przez Moskwę, zaś od Jelca żołnierze dywizji maszerowali pieszo. Wówczas był żołnierzem dywizyjnego 96 pułku. Latem 1943 dywizja brała udział w walkach na łuku kurskim, a Kardin nadal zajmował się wojskową gazetą dywizyjną, także podczas walk na ziemiach polskich. W sierpniu 1943 został ranny w rękę i nogę we wsi Tiopłoje, po czym przebywał na leczeniu w szpitalu polowym. Od 1943 członek KPZR. Uczestniczył w walkach na Froncie Karelskim oraz na froncie wschodnim, w stopniu starszego lejtnanta. Był żołnierzem w szeregach 140 Syberyjskiej Dywizji Piechoty nacierającej od Przemyśla w stronę Sanoka. Brał udział w walkach w rejonie Sanoka, w tym w dwukrotnym zajęciu tego miasta przez Armię Czerwoną. Podczas kontrataku Niemców po pierwszym zajęciu miasta przez Armię Czerwoną przebywał w rejonie Tyrawy Wołoskiej, gdzie rozbito jego czołg. Później walczył w rejonie Zarszyna i Dukli. Wówczas ciężko ranny w rękę trafił do szpitala polowego. Potem jako pracownik polityczny pracował na innych stanowiskach w 140 Syberyjskiej Dywizji Piechoty, jako instruktor wydziału politycznego, a w 1945 był organizatorem partyjnym dowództwa dywizji. jako jeden z nielicznych oficerów służył w tej jednostce od czasu jej sformowania do rozwiązania (formalnie od lutego 1943 do 1946). Do 1953 służył w Armii Czerwonej dostępując stopnia podpułkownika.
Po wojnie związał się z czasopismem „Nowyj Mir”, gdzie był początkowo krytykiem literackim, teatralnym i filmowym oraz publicystą. Później został pisarzem. Był autorem dzieła pt. Odsłonięte skrzydło, będącym utworem o charakterze dokumentalno-wspomnieniowym dotyczącym walk na obszarze w południowo-wschodniej Polski, ze szczególnym uwzględnieniem wydarzeń na ziemi sanockiej w 1944 (w akcji książki opisane jest uratowanie przez personel szpitala rannych żołnierzy radzieckich w czasie ponownego wejścia Niemców do miasta w 1944 oraz usiłowanie odnalezienia przez autora uczestników tych wydarzeń 28 lat później). Po 28 latach w lutym 1972 odwiedził Sanok po raz pierwszy po wojnie, usiłując głównie odtworzyć wydarzenia z 4 sierpnia 1944, a swoje ówczesne przeżycia i spotkania zawarł w dziele pt. Powrót, później wydawanym wraz z Odsłoniętym skrzydłem. Powstała także napisana przez niego Sanocka kronika. Po odwiedzinach na Podkarpaciu w 1979 (odwiedził Sanok, Rzeszów, Leżajsk, Łańcut) planował tworzenie kolejnej książki o wydarzeniach na tym terenie. Kolejnym dziełem była Sanocka kronika, powstała po odwiedzinach na Podkarpaciu, gdy w 1979 odwiedzał w towarzystwie red. Adolfa Jakubowicza miejsca działań wojennych. Ponadto był autorem książki biograficznej o gen. Karolu Świerczewskim z 1977 (w wolnym tłum. Jak długo trwa pół wieku?), którego osobą zainteresował się bliżej po spotkaniu z jego córką. W 1980 po raz trzeci odwiedził Sanok jak wówczas przyznał, był sercem związany z tym miastem. Jednocześnie nadal zajmował się krytyką literacką. Był autorem pierwszej w ZSRR książki o literaturze faktu.
Został członkiem Związku Pisarzy ZSRR (w ramach współpracy tego stowarzyszenia ze Związkiem Literatów Polskich odwiedzał Polskę). Był żonaty.
Został pochowany na Cmentarzu Wostriakowskim w Moskwie.

## Publikacje (wybór)
- Odsłonięte skrzydło (ros. Открытый фланг, 1964; Moskwa 1975; Warszawa 1978, cz. 1: Odsłonięte skrzydło – tłum. Jacek Jarkowski, cz. 2: Powrót – tłum. Jerzy Pleśniarowicz)[23][24][25]
- Powrót („Profile” nr 1, 2, 3 z 1976; reportaż – wspomnienie z walk o wyzwolenie Sanoka; przeł. Jerzy Pleśniarowicz)[26]
- Ile trwa półwiecze? (Сколькo длятся полвека?, 1977)[27]
- Минута пробуждения (1984)
- Wyzwolenie południa
- Sanocka kronika

## Odznaczenia
- Order Wojny Ojczyźnianej I i II klasy (1985)
- Order Czerwonej Gwiazdy
- Medal „Za obronę Moskwy”
- Medal „Za zwycięstwo nad Niemcami w Wielkiej Wojnie Ojczyźnianej 1941–1945”
- Medal Zwycięstwa i Wolności 1945 (PRL)
- Medal za Odwagę (Czechosłowacja)
- Odznaka „Zasłużony dla Sanoka” (1979, odznaczony jako pierwszy obcokrajowiec w historii tego wyróżnienia)[3][17][28]